# جوز (کلرادو)
جوز (به انگلیسی: Joes) یک منطقهٔ مسکونی در ایالات متحده آمریکا است که در شهرستان یوما، کلرادو واقع شده‌است. جوز ۱٬۳۰۲ متر بالاتر از سطح دریا واقع شده‌است.